# Glaucias de Macedonia
Glaucias de Macedonia (en griego antiguo: Γλαυκίας) fue un oficial de la caballería de compañeros en la Batalla de Gaugamela. Es posible que sea el Glaucias que, por orden de Casandro, asesinó a Alejandro IV de Macedonia y a su madre Roxana en la ciudadela de Anfípolis .

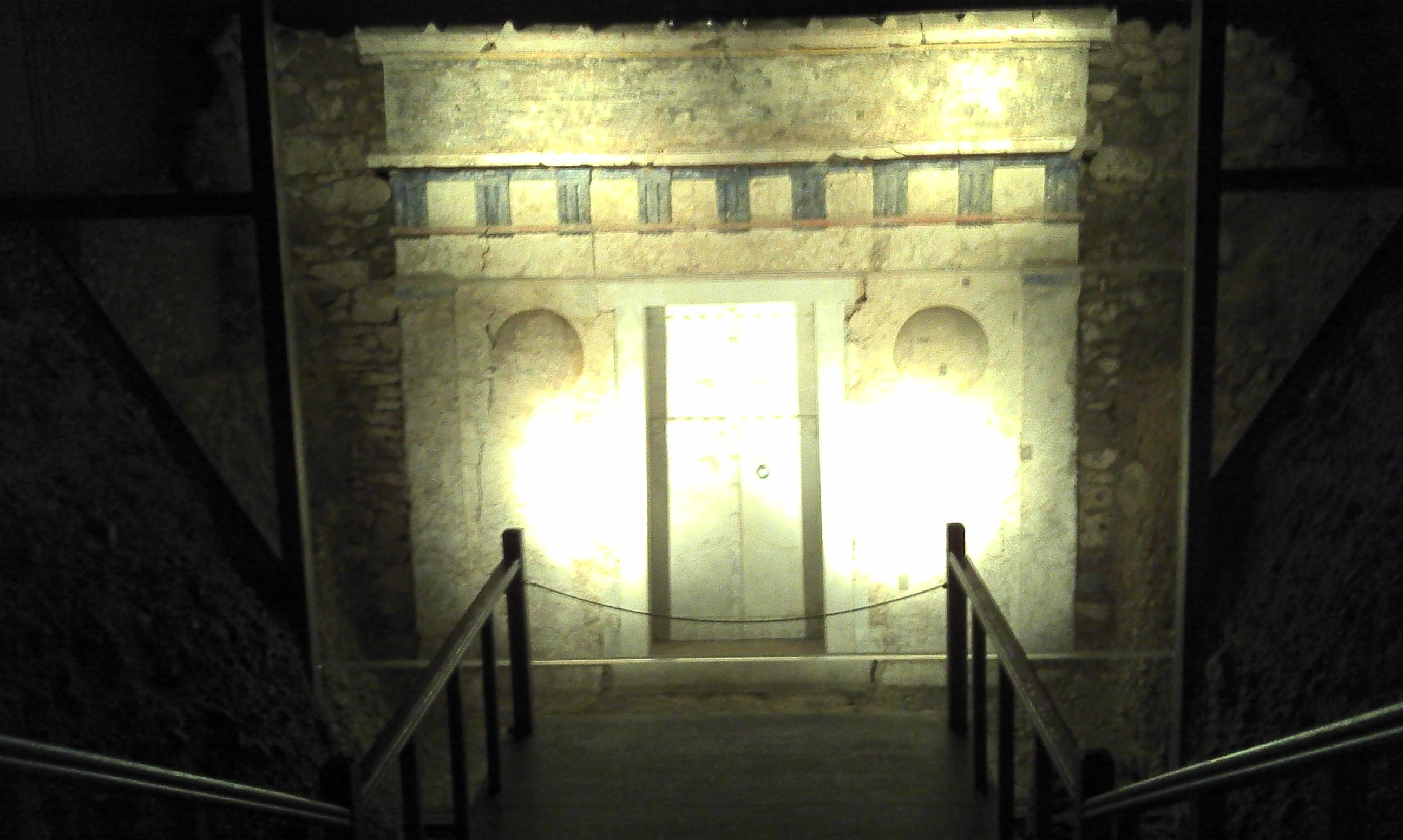
Tumba III en Vergina, que probablemente perteneció a Alejandro IV

Los defensores de la dinastía argéada empezaron a anunciar que Alejandro IV, a la edad de 14 años, ya debía gobernar por sí solo y que ya no era necesario un regente. Casandro se dio cuenta de que para asegurar su reinado Alejandro debía ser destituido, y en el año 309 a. C. ordenó a Glaucias que asesinara a Alejandro IV y a su madre. Las órdenes se cumplieron y ambos fueron envenenados. Los historiadores estiman que Alejandro fue asesinado a finales del verano del 309 a. C., poco después que su supuesto hermanastro Heracles.
Se cree que una de las tumbas reales descubiertas por el arqueólogo Manolis Andronikos en el llamado "Gran Túmulo " en Vergina en 1977-1978 pertenece a Alejandro IV.